# Robert Wimmer (Leichtathlet)

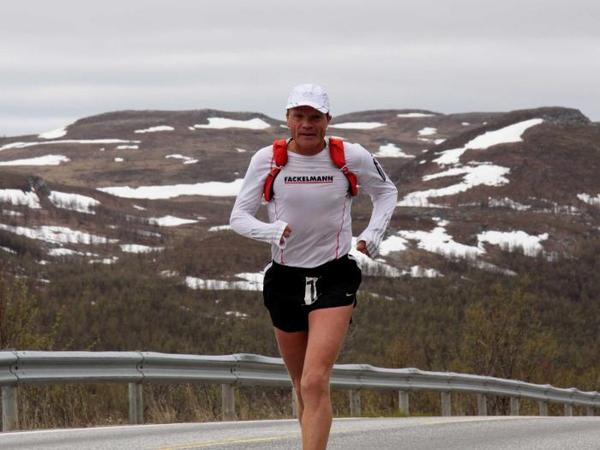
Robert Wimmer beim Coburger Wintermarathon 2007

Robert Wimmer (* 14. Juni 1965 in Darmstadt) ist ein deutscher Ultramarathonläufer.

## Leben
Robert Wimmer wuchs in Hessen, Baden-Württemberg und Bayern auf und erlernte den Beruf des Augenoptikermeisters.
1987 fing er mit dem Laufen an. Nach neun Monaten Lauftraining lief er in Berlin seinen ersten Marathon in einer Zeit von 3:19 h. Er errang viele Altersklassensiege und Gesamtsiege über Distanzen von 10 bis 42,195 Kilometer. Bald stellte sich heraus, dass seine Spezialität die ultralangen Distanzen sind. So wurde er im 100-Kilometer-Straßenlauf mehrfach Bayerischer und Süddeutscher Meister. 2002 errang er als Gesamtsieger die Deutsche Meisterschaft im 100-Kilometer-Bahnlauf in Brakel in einer Zeit von 7:22 h.
Robert Wimmer bereitete sich viele Monate für den Transeuropalauf 2003 beim Hubert-Schwarz-Performance-Team vor. In der Trainingsplanung unterstützte ihn der ehemalige Marathon-Nationaltrainer Thomas Prochnow und bei der Ernährungsplanung der Ernährungswissenschaftler Wolfgang Feil. Das Mentaltraining lernte er beim Extremsportler Hubert Schwarz. Am 19. April 2003 fiel vor dem Torre de Belém in Lissabon der Startschuss zu einem der längsten Laufwettkämpfe der Moderne. Nach 64 Tagesetappen ohne Ruhetag durch Portugal, Spanien, Frankreich, Belgien, Deutschland, Polen, Belarus und Russland lief Robert Wimmer als Gesamtsieger nach 480 Stunden und 29 Minuten Laufzeit im Ziel beim Moskauer Kreml ein. Bis 2010 war er Mitglied im Turn- und Sportverein Zirndorf (TSV-Zirndorf). Seit dem 1. Januar 2011 startet er für das LAC Quelle Fürth. Wimmer ist einer der porträtierten Protagonisten im Dokumentarfilm I Want to Run über den Transeuropalauf 2009.

## Sportliche Erfolge (Auswahl)
- 1992 Bestzeit beim München-Marathon: 2:39:56 h
- 1997 100 km Rodenbach: 7:33:27 h
- 2001 Biberttal-Marathon: 2:44:02 h (Streckenrekord)
- 2002 6-Stunden-Lauf Stein/Holland: 3. Platz, 85,260 km

Eschollbrücker Ultra-Marathon (50 km): 2. Platz, 3:22:26 h
12-Stunden-Lauf Prag: 1. Platz, 138,591 km  (deutsche Jahresbestleistung)
Spreelauf (420 km in sechs Etappen): 1. Platz, 32:43:01 h
Deutsche Meisterschaft im 100-km-Bahnlauf in Brakel: 1. Platz, 7:22:56 h
Sieger des 50-km-Cup der Deutschen Ultramarathon-Vereinigung
- 2003 Transeuropalauf (5036 km in 64 Etappen): 1. Platz, 480:29:51 h
- 2004 Isarlauf (328 km in fünf Etappen):  1. Platz, 27:45:05 h

Badwater Ultramarathon im Death Valley (217 km; +4000/−1400 Höhenmeter): 9. Platz, 36:53:08 h (bester Deutscher)
- 2005 Sieger des 6-Stunden-Lauf-Cup der Deutschen Ultramarathon-Vereinigung

Bayerischer Meister 100-km-Straßenlauf in 7:55:10 h am 16. August 2008 in Leipzig
Sieger des Deutschlandlaufes von Rügen nach Lörrach über 1203 km in 17 Tagesetappen im September 2008.
- 2009 Weltrekord 12-Stunden-Laufband-Lauf mit 145,2 km am 7. März 2009 in Nürnberg

Transeuropalauf (4500 km in 64 Etappen): 4. Platz, 415:53:27 h
- 2011 Weltrekord 12-Stunden-Bahnlauf (Indoor) mit 141,738 km am 19. Februar 2011 in Fürth[1]
- 2012 Transeuropalauf (4178 km in 64 Etappen): 2. Platz, 385:00:35 h